# Jean Claude Uwizeye
Jean Claude Uwizeye, né le 1er janvier 1994 à Kigali, est un coureur cycliste rwandais.

## Biographie
En 2015, Jean Claude Uwizeye remporte deux manches de la Coupe du Rwanda,. L'année suivante, il termine huitième championnat d'Afrique sur route, et décroche à cette occasion la médaille d'argent dans la catégorie espoirs (moins de 23 ans). Il obtient également diverses places d'honneur dans des courses UCI africaines, sous les couleurs du Rwanda. 
En 2017, il se classe notamment deuxième du Tour d'Érythrée. En avril 2018, il rejoint l'équipe amateure française de DN2 Pays Olonne Cycliste Côte de Lumière, après une participation aux Jeux du Commonwealth. Bon grimpeur, il réalise de bons résultats chez les amateurs. Il se fait surtout remarquer dans la classique bretonne Manche-Océan en s'imposant en solitaire. De retour à domicile, il termine deuxième du Tour du Rwanda.
En 2019, il signe à nouveau avec l’équipe Les Sables Vendée Cyclisme. L’association Rouler pour le Rwanda dirigée par Steven Laget l’aide tout le long d’année grâce aux différents partenaires

## Palmarès
- 2015
  - Tour de Kigali
  - Heritage Tour Challenge
- 2016
  -  Médaillé d'argent du championnat d'Afrique sur route espoirs
- 2017
  - Farmer's Circuit
  - 2e du Tour d'Érythrée
- 2018
  - Grand Prix de Cuillé
  - Manche-Océan
  - 2e du Tour du Rwanda
- 2019
  - Tour de Guyane :
    - Classement général
    - 1re étape

  -  Médaillé d'argent du championnat d'Afrique du contre-la-montre par équipes

## Classements mondiaux
| Année           | 2015 | 2016 | 2017 | 2018 |
| --------------- | ---- | ---- | ---- | ---- |
| UCI Africa Tour | 142e | 21e  | 34e  | 50e  |